# Jicchak Herzog
Jicchak Herzog (hebrejsky יצחק הרצוג‎, přezdívka „בוז׳י“, Buži; * 22. září 1960 Tel Aviv) je izraelský politik a právník, od 7. července 2021 složením přísahy prezidentem Izraele, předseda Židovské agentury, bývalý předseda Strany práce a ministr izraelských vlád.

## Biografie

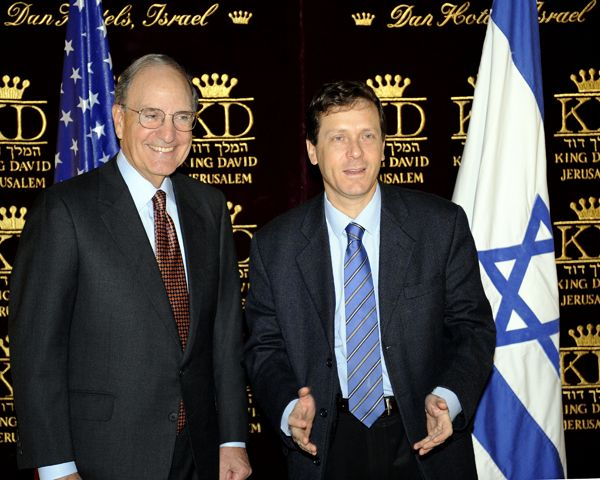
Jicchak Herzog a americký zvláštní vyslanec pro Blízký východ George J. Mitchell v Jeruzalémě, 2009

Herzog je syn bývalého izraelského prezidenta Chajima Herzoga a Aury Herzog a je vnukem rabbiho Jicchaka ha-Levi Herzoga. Narodil se v Tel Avivu a vystudoval právo na Telavivské a Cornellově univerzitě. Je ženatý a má tři děti.

### Politická kariéra
Přestože v roce 1999 nebyl zvolen poslancem Knesetu, stal se tajemníkem vlády Ehuda Baraka a tuto funkci zastával až do roku 2001, kdy byl Barak poražen Arielem Šaronem v premiérských volbách. V roce 1999 byl vyšetřován v rámci skandálu „Amutot Barak“ (skandál se týkal obvinění, že byl porušen zákon o financování politických stran) a rozhodl se nevypovídat. Generální prokurátor se proto rozhodl případ uzavřít pro nedostatek důkazů. V letech 2000 až 2003 byl předsedou izraelské protidrogové správy.
Ve volbách v roce 2003 se stal poslancem Knesetu za Stranu práce a byl jmenován ministrem bydlení a výstavby ve vláda Ariela Šarona. 23. listopadu 2005 však na svůj post rezignoval v souvislosti s odchodem labouristů z vlády.
Před volbami v roce 2006 se umístil na druhém místě kandidátní listiny strany. Po uzavření koalice s vítěznou stranou Kadima byl jmenován ministrem turismu ve vládě Ehuda Olmerta, ale v březnu 2007 byl, v souvislosti se vstupem Jisra'el Bejtejnu do vlády, přesunut na ministerstvo práce a sociálních věcí a byl rovněž jmenován ministrem diaspory, společnosti a boje proti antisemitismu. Před volbami v roce 2009 se opět umístil na druhém místě kandidátní listiny strany a ve volbách byl zvolen poslancem.
Svůj ministerský post si zachoval i v koaliční vládě Benjamina Netanjahu. V izraelské vládě zastával od roku 2007 post ministra sociální péče a sociálních služeb. Na ministerskou funkci rezignoval v lednu 2011 v důsledku odchodu části poslanců Strany práce včetně jejího předsedy Ehuda Baraka do nové politické formace Acma'ut.
Ve volbách v roce 2013 svůj poslanecký mandát obhájil.
V roce 2013 se stal předsedou Strany práce. Před předčasnými volbami do Knesetu roku 2015 dojednal 10. prosince 2014 společně s šéfkou centristické strany ha-Tnu'a Cipi Livniovou předvolební koalici, nazvanou Sionistický tábor. V průzkumech voličských preferencí se nová aliance začala již během prosince 2014 umisťovat na prvním či druhém místě, přičemž dosud průzkumům vévodila pravice a strana Likud. V posledních publikovaných průzkumech před samotným hlasováním dokonce Sionistický tábor měl náskok několika mandátů před Likudem a po dlouhé době se začalo reálně jevit, že se v Izraeli mohla k vládě dostat levice a centristé. Sionistický tábor se v závěrečné fázi kampaně navíc snažil posílit propagaci samotného Herzoga a v politickém marketingu byla naopak poněkud upozaděna Cipi Livniová. Dne 16. března, tedy den před hlasováním, oznámila Livniová, že nebude trvat na původní dohodě o rotaci premiérského křesla mezi ní a předsedou strany práce Herzogem. Sionistický tábor tím doufal přilákat další voliče, kterým osoba Livniové coby možné budoucí premiérky nevyhovovala. Herzog měl být jediným, výlučným kandidátem na možného předsedu vlády.
Výsledky voleb ale nakonec neodpovídaly předvolebním průzkumům, protože Likud v nich jasně zvítězil nad Sionistickým táborem v poměru mandátů 30:24. Herzog sice ve volbách v roce 2015 za Sionistický tábor získal poslanecký mandát, ale sestavením nové koalice byl pověřen Likud a jeho předseda Benjamin Netanjahu. Izraelský novinář Avi Issacharoff při zpětném hodnocení Herzogova neúspěchu uvedl, že levice se musí více přiblížit mentalitě početných voličů na periferii státu, mimo aglomeraci Tel Avivu, kteří jsou často orientálního původu (tzv. Mizrachim), oceňují ostřejší postoje vůči Arabům, čehož Herzog nebyl schopen.

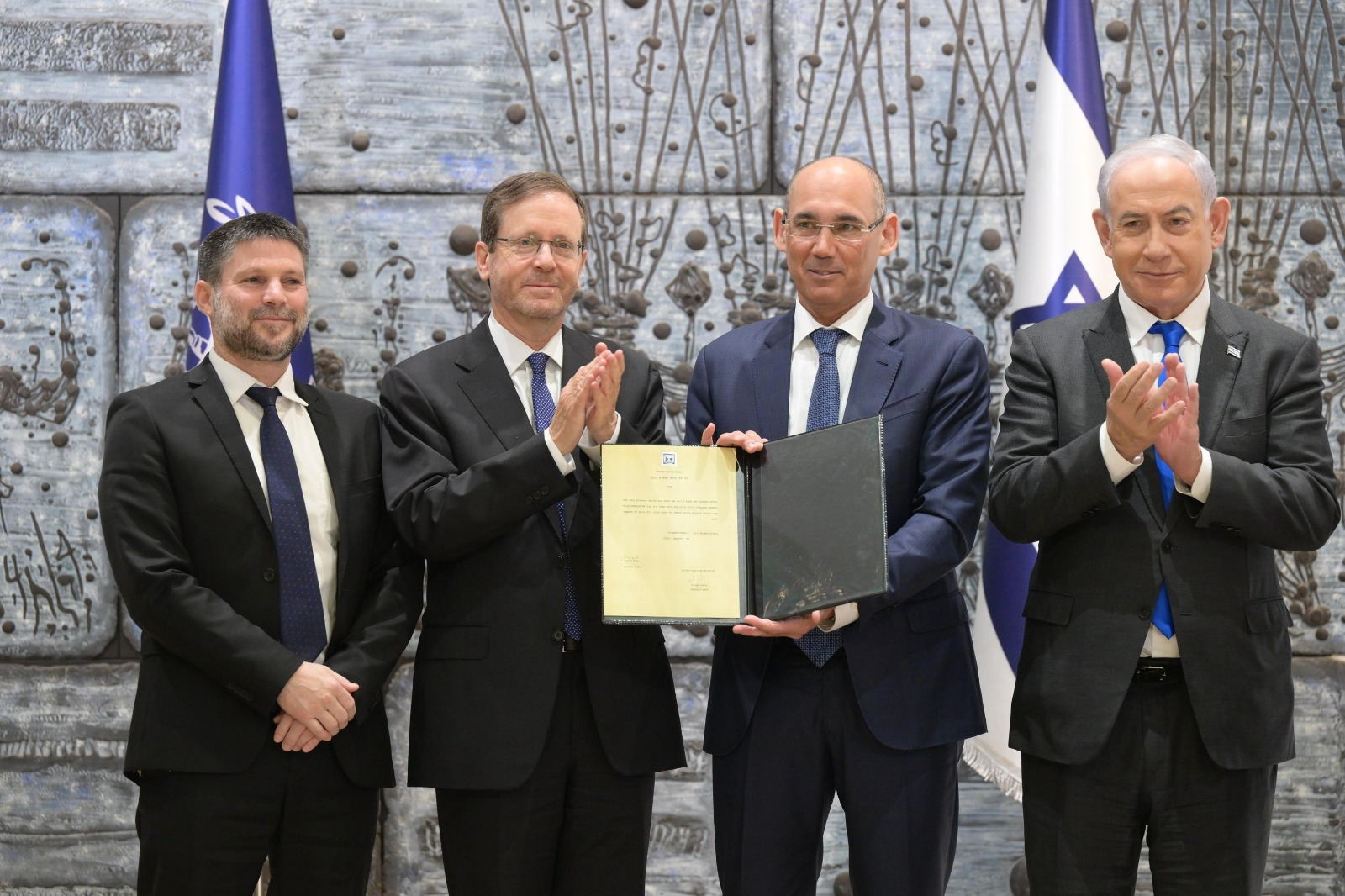
Prezident Herzog, premiér Benjamin Netanjahu a ministr financí Becal'el Smotrič (vlevo), 18. prosince 2023

Herzog je předsedou izraelsko-australské parlamentní komory. Je jedním z mála členů Knesetu, kteří jsou stále armádní rezervisté (v hodnosti majora). V reakci na záměr Římskokatolické církve prohlásit za svatého papeže Pia XII., který stál v čele církve v době druhé světové války a jemuž je jeho kritiky vyčítáno, že se důrazně nevyslovil proti vraždění Židů, v říjnu 2008 uvedl: „Záměr prohlásit Pia XII. za svatého je nepřijatelný… V době holocaustu Vatikán velmi dobře věděl, co se děje v Evropě. Nejsou však žádné důkazy, že by v této věci papež jako hlava Svatého stolce nařídil podniknutí nějakých kroků.“

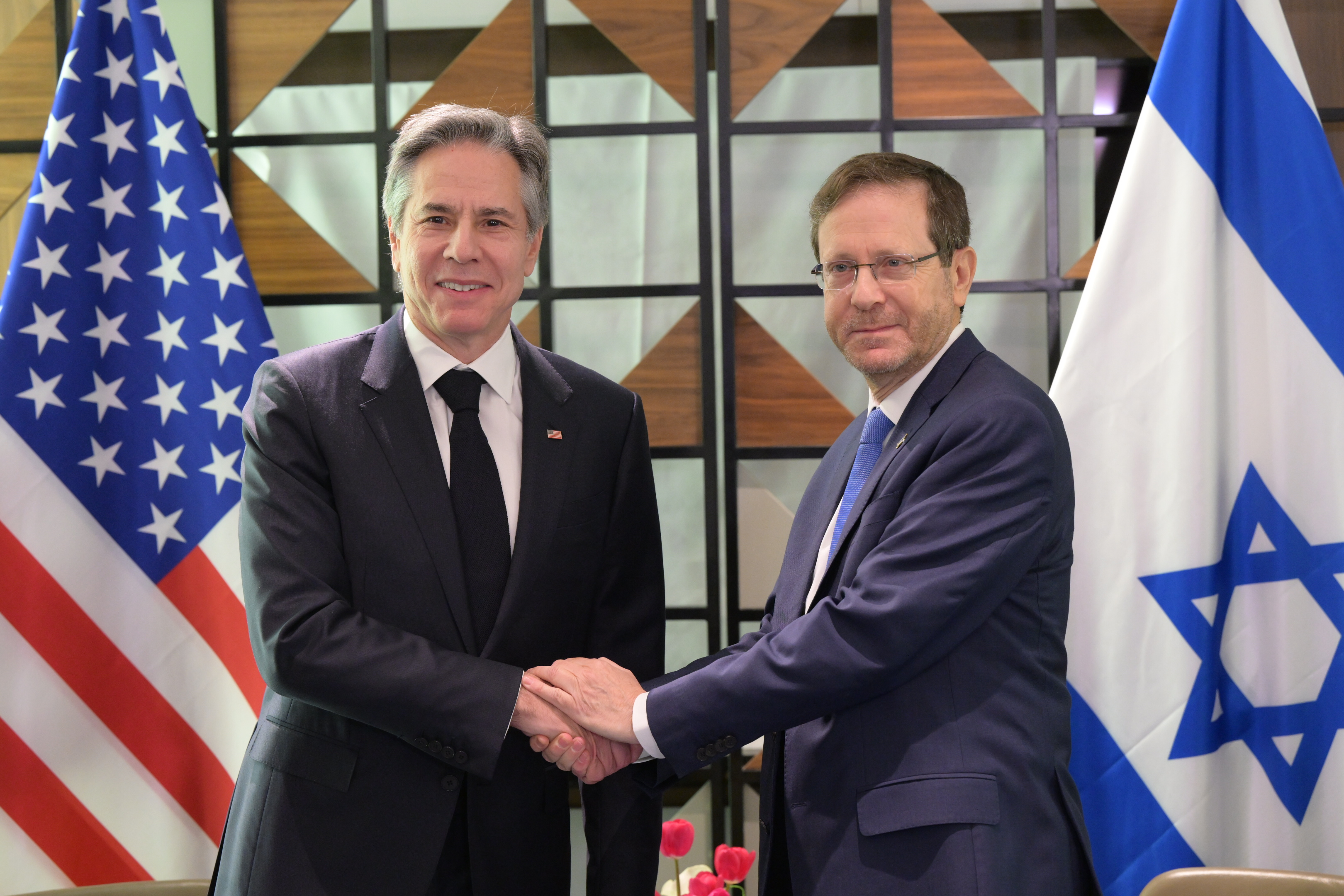
Herzog a americký ministr zahraničí Antony Blinken v Tel Avivu 9. ledna 2024

Od 1. srpna 2018 vykonává Herzog funkci předsedy Židovské agentury pro Izrael (1929–1948, před vznikem Státu Izrael, nejvýznamnější židovské instituce v Mandátní Palestině). Zároveň rezignoval na svůj poslanecký post. V Knesetu jej v řadách zástupců Sionistického tábora nahradil Robert Tiviajev, v úloze lídra opozice pak Cipi Livni.
Dne 2. června 2021 byl v Knesetem v prezidentských volbách zvolen v pořadí 11. prezidentem Izraele. Funkce se slavnostně ujal 7. července 2021 a nahradil v ní Re'uvena Rivlina.
Po vypuknutí války Izraele s Hamásem Herzog obvinil všechny Palestince v Pásmu Gazy ze společné odpovědnosti za útok Hamásu na Izrael.